# 天虹战队小学 (电影)
《天虹战队小学》，又译《彩虹勇士》，是2008年的印尼电影，改编自安卓亞·西拉塔的同名小说。 该片讲述了苏门答腊东海岸的勿里洞岛的甘通村（Gantong）中，10名学童和他们的两位老师与贫困作斗争，并对未来产生希望的故事。本片在海內外獲得多項獎項，並刷新印尼的電影總票房紀錄，該紀錄直到2016年才被打破。

## 剧情简介
故事发生在20世纪70年代，勿里洞岛一所为穷人而建的穆罕马迪亚小学开学。学校需要10名学生，但却少了一名，直到临近放学时才有一名学生填补了这个空缺。学校有穆斯利马（Muslimah）与哈凡（Harfan）两名老师。穆斯利马将孩子们称为“彩虹部队”。电影追踪了孩子们的成长，以及他们与老师的关系。

## 背景与影响
据报道，该片的制作成本为80亿印尼盾（当时的89万美元，2017年计入通货膨胀后约为100万美元），制作时间为一年。片中的儿童演员大多来自勿里洞，制片人米拉·勒斯玛娜对此解释称：“在我看来，不会有任何演员比那些出生在勿里洞并在那里生活了一辈子的人与角色有更深的联系。”
2010年，邦加-勿里洞省政府将电影中使用的一些地点宣布为文化和旅游的重要地区，省旅游局局长扬·默加万蒂（Yan Megawandi）表示，这一决定“主要”是为了帮助电影和小说故事所围绕的穆罕马迪亚小学筹集资金。
这部电影在国内和国际上均取得成功，从而推动了勿里洞岛的旅游热潮。印尼嘉鲁达航空公司重新开通了从雅加达到勿里洞岛最大城市丹绒香兰的直航服务。一名省政府官员当月表示，他没有掌握因电影而增加的游客数量的确实数据，但他说，在电影上映的第一周，从雅加达飞往该岛的航班几乎所有座位都订满了，而且大多数抵达的游客都在询问有关如何参观电影拍摄地的信息。

## 奖项
- 万隆电影节最佳电影（2009年）
- 印度尼西亚电影节最佳电影（2009年）
- 亚洲电影大奖最佳电影提名、最佳剪辑提名（2009年）
- 香港国际电影节天主教文化奖（SIGNIS Award，2009年）
- 第23届国际少年儿童电影节金蝶奖（2009年）
- 第11届意大利乌迪内远东电影节“观众奖”第三名（2009年） [6]